# Thomas McKee Bayne

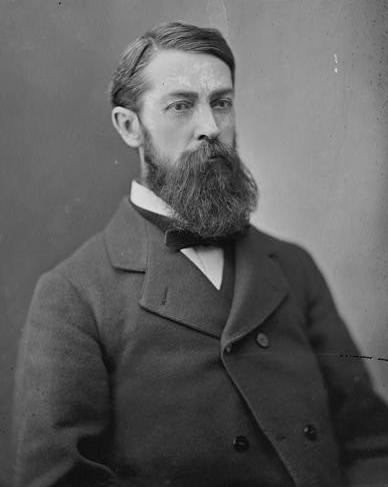
Thomas McKee Bayne

Thomas McKee Bayne (* 14. Juni 1836 in Bellevue, Allegheny County, Pennsylvania; † 16. Juni 1894 in Washington, D.C.) war ein US-amerikanischer Politiker. Zwischen 1877 und 1891 vertrat er den Bundesstaat Pennsylvania im US-Repräsentantenhaus.

## Werdegang
Thomas Bayne besuchte die öffentlichen Schulen seiner Heimat und das Westminster College in New Wilmington. Während des Bürgerkrieges war er Oberst in einer Freiwilligeneinheit aus Pennsylvania, die zum Heer der Union gehörte. Dabei nahm er an mehreren Schlachten teil. Nach einem Jurastudium wurde er 1866 als Rechtsanwalt zugelassen. Zwischen 1870 und 1874 fungierte er als Bezirksstaatsanwalt im Allegheny County. Politisch war er Mitglied der Republikanischen Partei. Im Jahr 1874 kandidierte er noch erfolglos für den Kongress.
Bei den Kongresswahlen des Jahres 1876 wurde Bayne dann aber im 23. Wahlbezirk von Pennsylvania in das US-Repräsentantenhaus in Washington gewählt, wo er am 4. März 1877 die Nachfolge des Demokraten Alexander Gilmore Cochran antrat. Nach sechs Wiederwahlen konnte er bis zum 3. März 1891 sieben Legislaturperioden im Kongress absolvieren. Im Jahr 1890 wurde er von seiner Partei erneut zur Wiederwahl aufgestellt; er lehnte diese Nominierung aber ab.
Nach dem Ende seiner Zeit im US-Repräsentantenhaus zog sich Thomas Bayne in den Ruhestand zurück. Er erkrankte an einer unheilbaren Lungenkrankheit und erschoss sich am 16. Juni 1894. Er wurde in Pittsburgh beigesetzt.